# Friedhelm Adolfs
Friedhelm Adolfs (* 1938; † 18. Dezember 2017 in Düsseldorf) war ein deutscher Rentner, der mit einer Klage gegen seine Vermieterin Bekanntheit erlangte.

## Leben
Dem ehemaligen Hausmeister Friedhelm Adolfs aus Düsseldorf wurde 2013 nach rund 40 Jahren die Wohnung gekündigt, weil er angeblich durch Zigarettenrauch seine Nachbarn gestört habe. Die Vermieterin argumentierte, er habe seine Wohnung eineinhalb Jahre lang nicht über die Fenster, sondern über den Hausflur gelüftet. Beschwerden und Abmahnungen habe Adolfs ignoriert, mehrere andere Mieter hätten sich beschwert, was Adolfs bestritt. Am 31. Juli 2013 entschied das Amtsgericht Düsseldorf zugunsten der Vermieterin. Adolfs ging in Berufung, die Klage scheiterte im Juni 2014. Das Urteil wurde am 18. Februar 2015 durch den Bundesgerichtshof in Karlsruhe aufgehoben. Eine umfassende Beweisaufnahme vor dem Landgericht Düsseldorf wurde angeordnet. Dabei widersprachen sich die Zeugen bezüglich der Belästigung durch den Tabakrauch. Die Richter urteilten zugunsten Adolfs’.
Er trat auch auf Raucher-Demonstrationen auf. Seinem Anwalt Martin Lauppe-Assmann zufolge war er durch das Verfahren der „zweitbekannteste Raucher nach Helmut Schmidt“.
Am 18. Dezember 2017 starb Adolfs im Alter von 79 Jahren an einem Herzstillstand.